# Carl Mayer (Mediziner, 1862)

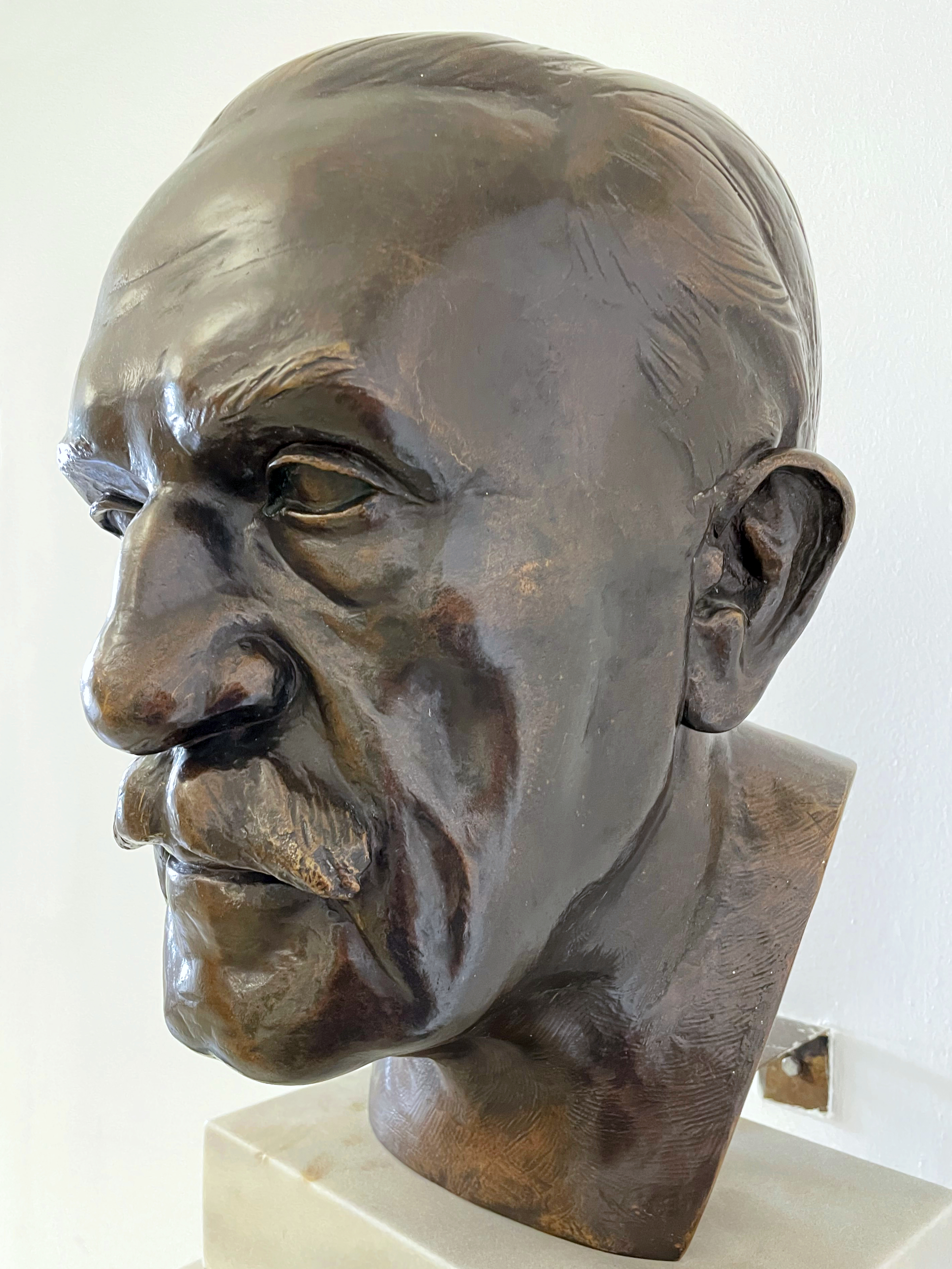
Büste von Carl Mayer, gestaltet vom Bildhauer Franz Santifaller, in der Universitätsklinik für Psychiatrie in Innsbruck, enthüllt 1938 im Eingangsbereich des damals neu errichteten Gebäudes.

Carl Mayer (* 9. Dezember 1862 in Wien; † 24. April 1936 in Innsbruck) war ein österreichischer Neurologe und Psychiater.

## Leben
Er wurde als Sohn eines Hoteliers in Wien geboren, besuchte dort das Gymnasium und die Universität Wien und promovierte 1886 in Medizin. Er wandte sich zunächst bei Hermann Nothnagel der Inneren Medizin zu und wechselte nach einem Jahr zum Psychiater und Neurologen Theodor Meynert, dessen Assistent er wurde. Nach dem Tod Meynerts 1892 leitete Mayer vorübergehend die Klinik und wurde 1893 habilitiert. Nach zwei weiteren Jahren unter Richard von Krafft-Ebing wurde er 1895 außerordentlicher Professor für Psychiatrie und Nervenpathologie an die Universität Innsbruck. Hier übernahm er an der 1891 neu eingerichteten psychiatrisch-neurologischen Klinik die Lehrkanzel seines ehemaligen Wiener Kollegen Gabriel Anton, der nach Graz gewechselt war. Oft auch mit eigenen Mitteln trieb er den Ausbau der Klinik voran und leitete sie als deren Vorstand die nächsten 39 Jahre. 1904 erfolgte die Berufung zum ordentlichen Professor. Einen Ruf nach Graz lehnte er 1905 ab. In den Studienjahren 1906/07 und 1913/14 war er Dekan der Medizinischen Fakultät und 1917/18 Rektor der Universität Innsbruck. 1934 wurde er emeritiert, hielt aber bis kurz vor seinem Tod noch Vorlesungen und nahm Prüfungen ab. Im April 1936 starb er nach einem fieberhaften Infekt an einem Herzleiden.
Er heiratete 1913 zum ersten Mal. Nach dem Tod seiner Frau vermählte er sich 1928 mit Franziska Mayer-Hillebrand, zwei Jahre nach dem Tod ihres ersten Ehemannes, Franz Hillebrand, dem Gründer des Instituts für experimentelle Psychologie an der Universität Innsbruck. Diese setzte nach der Heirat ihre wissenschaftliche Arbeit fort und habilitierte sich 1932.

## Wirken
In der Meynertschen Tradition beschäftigte er sich zunächst vor allem mit anatomischen Ursachen für klinische Fragestellungen. Er verfasste Studien zu Hirnnerven und Rückenmark und zu Erkrankungen des Zentralnervensystems. Seine bekannteste Entdeckung ist der nach ihm benannte Fingergrundgelenkreflex, der auf seine Beobachtungen bei Kriegsversehrten während des Ersten Weltkrieges zurückgeht und bei neurologischen Untersuchungen Anwendung findet. Während der Epidemie 1919/20 sammelte er wichtige Befunde zur Europäischen Schlafkrankheit. Weiters sind von ihm Studien zum Zwangsgreifen und Nachgreifen, zum Gähnen, der Mikrozephalie sowie zu Hirntumoren und dem Mantelkantensyndrom erschienen.
Für Mayer war die Verbindung von psychiatrischem Denken und klinisch-neurologischer Beobachtung eine Selbstverständlichkeit. So war die Pathologie in seinen Studien immer vorrangig, an psychiatrischen Patienten wurden zahlreiche neuro-diagnostische Untersuchungen vorgenommen. Seiner Schule entstammten viele österreichische Psychiater und Neurologen wie Georg Stiefler, Eduard Gamper, Helmuth Scharfetter, Raimund Untersteiner und Otto Reisch.
Er war Mitherausgeber der Jahrbücher für Psychiatrie und Neurologie, war Präsident der Tiroler Ärztekammer und Vorsitzender der Tiroler Landeskommission zur Bekämpfung des Alkoholmissbrauchs.
Ausgezeichnet wurde er mit dem Ehrenzeichen für Verdienste um das Rote Kreuz und dem Franz-Joseph-Orden mit Kriegsdekoration.

## Ausgewählte Werke
- Carl Mayer: Über die combinirten systematischen Erkrankungen der Rückenmarksstränge der Erwachsenen. Wiener Klinische Wochenschrift. Braumüller, Wien 1893
- Rudolf Meringer, Karl Mayer: Versprechen und Verlesen Eine psychologisch-linguistische Studie. G. J. Göschen’sche Verlagsbuchhandlung, Stuttgart 1895. https://doi.org/10.1515/9783112694480
- Carl Mayer: Zur Kenntnis der Gelenksreflexe der oberen Gliedmassen: Rectoratsschrift. Wagner, Innsbruck 1918. urn:nbn:at:at-ubi:2-15611
- Carl Mayer: Zur Klinik und Anatomie der Hirntumoren. in: Der Nervenarzt 7, 1934, 79–101